# Élections générales anglaises de 1705
 (juin 2017).
Les élections générales anglaises de 1705 se sont déroulées en Angleterre entre mai et juin 1705. Ces élections sont remportées par le parti tory.